# Colle di Tora
Colle di Tora è un comune italiano di 348 abitanti della provincia di Rieti nel Lazio.

## Geografia fisica

### Territorio
Il paese si trova sulle sponde del lago del Turano, nella parte meridionale della provincia.

Il panorama offerto dal Lago del Turano con i piccoli borghi di Castel di Tora e Monte Antuni

### Clima
Classificazione climatica: zona E, 2271 GR/G

## Storia

Il paese fotografato prima della costruzione della diga del Turano (1939) che ha creato il lago

## Società

### Evoluzione demografica
Abitanti censiti

### Etnie e minoranze straniere
Secondo i dati ISTAT al 31 dicembre 2015 la popolazione straniera residente era di 26 persone.

## Amministrazione
| Periodo | Periodo   | Primo Cittadino | Partito                      | Carica  | Note |
| ------- | --------- | --------------- | ---------------------------- | ------- | ---- |
| 2021    | in carica | Otello Loreti   | Lista civica Consenso Civico | Sindaco |      |

### Altre informazioni amministrative
- Fa parte della Comunità montana del Turano

## Cinema e TV
All'interno del paese sono stati girati il film Il santo patrono di Bitto Albertini, nel 1972, con Lucio Dalla protagonista, Questione di cuore di Francesca Archibugi nel 2009 con Kim Rossi Stuart, Micaela Ramazzotti, Paolo Villaggio e Antonio Albanese e alcune scene della seconda stagione della fiction Rai Non lasciamoci più (2001) con Fabrizio Frizzi e Debora Caprioglio.